# Stefan Staszewski

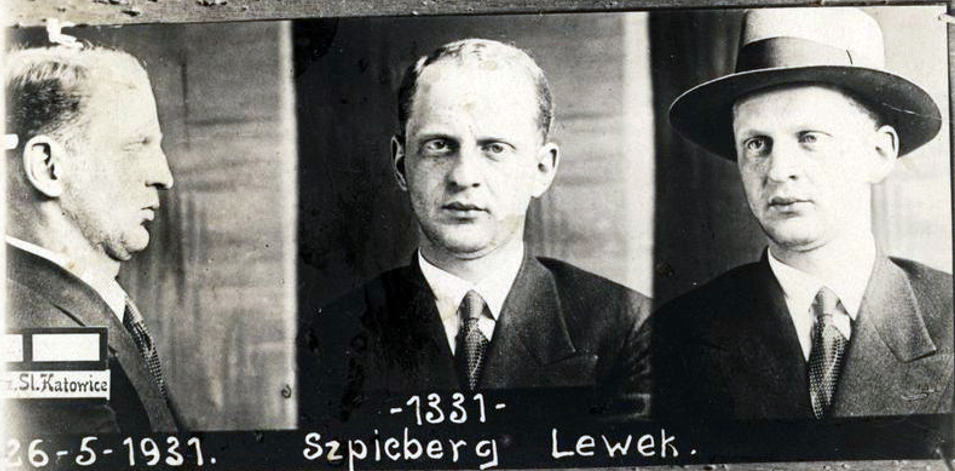
Stefan Staszewski po aresztowaniu przez Policję Państwową za działalność komunistyczną 1931

Stefan Staszewski, właśc. Gustaw Szusterman, ps. Fenigsztajn, Zelik Szpicberg, Lewek Szpicberg, Abram Weisman, Gustaw Szuster (ur. 13 listopada 1906 w Warszawie, zm. 2 listopada 1989 tamże) – polski polityk komunistyczny, działacz Komunistycznej Partii Polski, Polskiej Partii Robotniczej i Polskiej Zjednoczonej Partii Robotniczej, I sekretarz Komitetu Warszawskiego PZPR, członek „frakcji puławskiej” w PZPR.

## Życiorys
W ruch komunistyczny zaangażował się już w wieku 14 lat, będąc uczniem warszawskiego gimnazjum. W 1921 wstąpił do Związku Młodzieży Komunistycznej, a w 1925 został szefem kolportażu. Rozpoczął studia na Wydziale Prawa Uniwersytetu Warszawskiego, których jednak nie ukończył z powodu aresztowania. Po zwolnieniu za kaucją spędził lata 1926–1929 w ZSRR, studiując m.in. z Bolesławem Bierutem w Międzynarodowej Szkole Leninowskiej. Po powrocie do Polski działał jako członek Komunistycznej Partii Polski m.in. na Śląsku i w Łodzi. Po kolejnym aresztowaniu w 1934 wyjechał do ZSRR i był instruktorem w Międzynarodowej Szkole Leninowskiej. W okresie wielkiej czystki w 1936 odebrano mu mieszkanie i pracę, a następnie został aresztowany przez NKWD. W 1938 skazano go na 8 lat łagru, które spędził w obozie Gułagu na Kołymie.
Powrócił do Polski w 1945. Trafił do Katowic, gdzie był sekretarzem propagandy Komitetu Wojewódzkiego PPR, a później redaktorem naczelnym „Trybuny Robotniczej”. Później był kierownikiem wydziału prasy w PPR, a następnie PZPR. W styczniu 1954 przeniesiono go na stanowisko wiceministra rolnictwa. W tym resorcie zyskał fatalną opinię jako współorganizator przymusowych dostaw zboża w Poznańskiem, które prowadzone były w atmosferze terroru. Sam Staszewski twierdził jednak, że sprawą dostaw zajmowało się kilka resortów i on nie odpowiadał za całokształt. Po napisaniu memoriału do Biura Politycznego KC PZPR, w którym krytykował dotychczasową politykę rolną, wycofano go z urzędu. W okresie od września 1955 do lutego 1957 był I sekretarzem Komitetu Warszawskiego PZPR.
Mimo opinii stalinisty, jaką posiadał, w 1956 dał się poznać jako zwolennik liberalizacji, zaliczany do „puławian” podczas walki o władzę w kierownictwie PZPR w latach pięćdziesiątych. Gdy w Moskwie toczyły się obrady XX Zjazdu KPZR, w Warszawie w polskim kierownictwie partii odbyła się narada, na której m.in. Staszewski ostro atakował nieobecnego Bieruta. Później, na pogrzebie Bieruta, Chruszczow oskarżył Staszewskiego o nieumyślne spowodowanie jego śmierci przez podkopanie psychiki, gdy był chory. W przerwie obrad VI Plenum KC PZPR Staszewski dyskutował z Chruszczowem, oskarżając Stalina o antysemityzm. Kilka dni po plenum do Warszawy przysłano treść tajnego referatu Chruszczowa, który wywieszono w budynku KC PZPR. Później tekst przetłumaczono na polski, powielono i rozesłano ponumerowane egzemplarze do wyższych urzędników partii (mieli je zwrócić po przeczytaniu). Staszewski nieoficjalnie zlecił jednak dodruk ponad 18 000 egzemplarzy. Kopie referatu rozeszły się błyskawicznie po Warszawie i trafiły do prasy zagranicznej, przez co jego treść stała się znana całemu światu.
W okresie polskiego października Staszewski miał wspierać robotników, którzy agitowali idące na Warszawę oddziały polskie. Po mieście krążyły także plotki, że sekretarz rozdaje broń grupom robotników na wypadek interwencji wojskowej. W czasie największego zagrożenia wziął udział w spotkaniu z marszałkiem Rokossowskim, na którym ten zaprzeczał pogłoskom o planowanych aresztowaniach.
Po VIII Plenum KC PZPR ujawnił się konflikt Staszewskiego z Gomułką, którego oskarżał o autokratyzm. W lutym 1957 przyjęto dymisję Staszewskiego ze stanowiska i przeniesiono na stanowisko prezesa PAP. Latem 1958 stracił je jednak, gdyż zwalniał pracowników SB działających na zagranicznych stanowiskach. Po odrzuceniu posady w ministerstwie zdrowia został redaktorem w PWN, gdzie pracował nad „Wielką encyklopedią powszechną PWN”. W tym okresie jego poglądy coraz bardziej ewoluowały ku pozycjom antykomunistycznym. Miał kontakty z opozycjonistami studenckimi. W 1968 w czasie kampanii antysemickiej wykluczony z PZPR. Później popierał opozycję demokratyczną, m.in. KOR i „Solidarność”.
Bohater jednego z wywiadów w książce Teresy Torańskiej Oni.
Zmarł w Warszawie. Pochowany na cmentarzu Powązkowskim (kwatera 62-5-6).

## Ordery i odznaczenia
- Srebrny Krzyż Zasługi (18 stycznia 1946)[8]